# Stazione meteorologica di Melfi
La stazione meteorologica di Melfi è la stazione meteorologica di riferimento relativa alla località di Melfi.

## Coordinate geografiche
La stazione meteorologica è situata nell'Italia meridionale, in Basilicata, in provincia di Potenza, nel comune di Melfi, a 531 metri s.l.m. e alle coordinate geografiche 41°00′N 15°39′E.

## Dati climatologici
Secondo i dati medi del trentennio 1961-1990, la temperatura media del mese più freddo, gennaio, si attesta a +5,6 °C, mentre quella del mese più caldo, agosto, è di +23,6 °C .
| Melfi              | Mesi | Mesi | Mesi | Mesi | Mesi | Mesi | Mesi | Mesi | Mesi | Mesi | Mesi | Mesi | Stagioni | Stagioni | Stagioni | Stagioni | Anno |
| Melfi              | Gen  | Feb  | Mar  | Apr  | Mag  | Giu  | Lug  | Ago  | Set  | Ott  | Nov  | Dic  | Inv      | Pri      | Est      | Aut      | Anno |
| ------------------ | ---- | ---- | ---- | ---- | ---- | ---- | ---- | ---- | ---- | ---- | ---- | ---- | -------- | -------- | -------- | -------- | ---- |
| T. max. media (°C) | 8,8  | 9,9  | 12,5 | 16,4 | 20,9 | 26,2 | 29,5 | 30,0 | 25,4 | 19,2 | 14,6 | 11,1 | 9,9      | 16,6     | 28,6     | 19,7     | 18,7 |
| T. min. media (°C) | 2,4  | 2,7  | 4,4  | 7,2  | 10,6 | 14,5 | 16,9 | 17,2 | 14,5 | 10,5 | 7,0  | 4,7  | 3,3      | 7,4      | 16,2     | 10,7     | 9,4  |